# ناحیه نییرادونی
ناحیهٔ نییرادونی (به مجاری: Nyíradonyi járás) یک ناحیه در مجارستان است که در هایدو-بیهار واقع شده‌است. ناحیهٔ نییرادونی ۵۱۰٫۲۸ کیلومتر مربع مساحت و ۲۹٬۵۳۴ نفر جمعیت دارد.